# Ariel Lin
Ariel Lin (chiń. 林依晨; pinyin Lín Yīchén; ur. 29 października 1982 w Yilan) – tajwańska aktorka i piosenkarka.

## Filmografia

### Seriale
- Lao Nan Hai (Hunan TV 2018)
- Lan Ling Wang (JSTV 2013)
- Wo Ke Neng Bu Hui Ai Ni (GTV 2011) jako Cheng You Qing
- Love or Bread (CTV, GTV 2008)
- Legend of the Condor Heroes (XMTV 2008)
- They Kiss Again (CTV, GTV 2007)
- Tokyo Juliet (GTV, 2006)
- Tian Wai Fei Xian (CTV 2006)
- It Started With A Kiss (CTV, GTV 2005)
- Love Contract (TVBS-G 2004)
- My Secret Garden sezon 2 (CTV 2004)
- Seventh Grade (TVBS 2003)
- My Secret Garden (CTV 2003)
- Ming Yang Si Hai (TTV 2003)
- True Love 18 (GTV 2002)

### Filmy
- Go Lala Go! 2 (2015) jako Lala Du
- A Choo (2015)
- The Mysterious Family (2015)
- Dive in 2014 (2014)
- Sweet Alibis (2014)
- Mayday Nowhere 3D (2013)
- Pure Love (2013)
- Find Love from the Heart (2013)
- Dare to Dream (2013)
- Substitute Teacher (2012)
- Lovesick (2011)
- Free as Love (2004)
- Kung Fu Girls (2003)
- Love Me, If You Can (2003)

## Dyskografia

### Albumy studyjne
- 2009 Xìngfú Yùjiàn (幸福 遇見; Blissful Encounter)
- 2010 Měihǎo De Lǚxíng (美好的 旅行; A Wonderful Journey)